# Hà Hải
Hà Hải là một xã thuộc huyện Hà Trung, tỉnh Thanh Hóa, Việt Nam.
Xã Hà Hải có diện tích 5,01 km², dân số năm 1999 là 4137 người, mật độ dân số đạt 826 người/km².